# Ben Smulders
Bernardus Maria Polycarpus (Ben) Smulders (Den Haag, 25 juni 1960) is een Nederlands jurist. Smulders is sinds 7 oktober 2024 rechter in het Europees Hof van Justitie. Eerder was hij onder andere adjunct-directeur-generaal staatssteun bij de Europese Commissie en hoogleraar aan de Vrije Universiteit Brussel.

## Studie en vroege carrière
Smulders studeerde rechten aan de Universiteit Leiden, waar hij in 1983 afstudeerde in het civiel recht. Het jaar daarop behaalde hij nog een master of laws aan de London School of Economics. Van maart 1985 tot december 1990 was hij advocaat bij NautaDutilh, waar hij in juni 1990 toetrad tot de maatschap; van 1988 tot 1990 was hij hoofd van het Brusselse kantoor.

## Ambtenaar bij de Europese Commissie
In 1991 trad Smulders toe tot de juridische dienst van de Europese Commissie, eerst bij de afdeling Interne Markt en later bij Staatssteun en Mededinging. Van 1995 tot 1999 was hij lid van het cabinet van de Nederlandse Eurocommissaris Hans van den Broek (buitenlandse zaken) en vervolgens van 1999 tot 2000 voor zijn opvolger Frits Bolkestein (interne markt). Van 2000 tot 2004 was hij lid van het cabinet van Romano Prodi, voorzitter van de Europese Commissie, en van 2004 tot 2008 chef de cabinet (rechterhand en staf-chef) van Neelie Kroes (mededinging). In 2008 keerde hij terug naar de juridische dienst van de Commissie als directeur en principal legal adviser van de afdeling institutioneel recht en EMU. In 2014 werd hij chef de cabinet van Frans Timmermans, eerste vicevoorzitter van de Europese Commissie en belast met Betere Regelgeving, Interinstitutionele Betrekkingen, Rechtsstatelijkheid en het Handvest van de grondrechten.
Bij het aantreden van de Commissie-Von der Leyen keerde Smulders terug naar de juridische dienst van de Commissie, ditmaal als directeur en principal legal adviser van de afdeling WTO-recht en handel. Volgens sommigen werd hij niet tot directeur-generaal bij de Commissie benoemd vanwege botsingen met Martin Selmayr, kabinetschef van Jean-Claude Juncker en een naaste bondgenoot van Ursula von der Leyen. In februari 2022 werd hij adjunct-directeur-generaal van het directoraat-generaal Mededinging, waar hij verantwoordelijk was voor het Europese staatssteunbeleid. Hij werd daarmee gezien als een van de invloedrijkste Nederlanders in "Brussel" en door sommigen aangeduid als "de oppermandarijn". Hij heeft namens de Commissie meer dan honderd maal gepleit voor het Hof van Justitie van de Europese Unie.
Naast zijn werk voor de Europese Commissie was Smulders vanaf 2007 ook gasthoogleraar Internationaal en Europees recht aan de Vrije Universiteit Brussel. Hij is ook visiting professor aan het Europacollege te Brugge en lid van de raad van toezicht van het T.M.C. Asser Instituut in Den Haag. Ook was hij raadsheer-plaatsvervanger bij het Gerechtshof Den Haag en van 2008 tot 2024 redacteur van het tijdschrift Common Market Law Review.

## Rechter bij het Hof van Justitie
Op 12 april 2024 werd Smulders door de ministerraad voorgedragen voor benoeming tot rechter in het Hof van Justitie per 7 oktober 2024, als opvolger van Sacha Prechal. Voor de vacature was eerder Herke Kranenborg voorgedragen, die zich echter had teruggetrokken. De lidstaten keurden de benoeming goed op 4 juli 2024. De beëdiging vond plaats op 7 oktober van dat jaar. Smulders is de vierde Nederlandse rechter op rij die redacteur is geweest van de Common Market Law Review, na Prechal, Christiaan Timmermans en Jos Kapteyn.

## Privé
Smulders is getrouwd en heeft een dochter. Hij is belijdend lid van de Rooms-Katholieke Kerk.